# 一乗院 (和歌山県高野町)
一乗院(いちじょういん）は、和歌山県高野町高野山にある高野山真言宗の仏教寺院。本尊は高野山唯一の弥勒菩薩。秘仏に愛染明王がある。

## 歴史
- 弘仁年間（平安時代前期）
善化上人により一乗院の開基。（古い記録は焼失し、詳細は不明）
- 1177年（平安時代後期）
中興憲覚大義房（当国熊野の人で姓は安宅氏）により再興される。
- 1387年（南北朝時代）
当院住職・持重僧正は法印職に就かれ、奥之院再営落慶法会の導師を厳修する。
第十四世住職・清融良住房は、上杉家の重臣直江山城守の二男に生まれ、当院祐範僧正の弟子となって当院を継ぎ（後に龍光院住職や宝亀院住職をも兼務）、慈母の菩提のために浄財を出して当院を再建する。再建時は大変壮大で華麗なものと伝えられる。また、清融良住房の母が寄進された三十三身観音像は、今なお寺宝として保管されている。
- 江戸時代
寺格中通二十ヶ寺中、随一たる古跡名室と定められて、伊都郡かつらぎ町渋田、海草郡美里町字田、同松ヶ峯、同滝野川等の寺領三十五石を賜る。
- 1674年（江戸時代）
第十六世住職・賢浄房は、九条左大勝及び官女長橋局の帰依ことのほか厚く、九条家累代の位牌を建立されるにいたり、爾来九条家の菩提所として永代供養を怠りなく勤めることとなった。これは、同家の文書中の一乗院葉に「古えより格別の御由緒ある寺院であるので今後住職が替わっても当家の武運長久の御祈祷を怠りなく勤められよ」という文面からも、うかがい知ることができる。
- 1684年
霊元天皇並びに春宮御所より様々な宝物が下賜され、御祈祷札等を献上する。
- 1765年
第二十九世住職・清範僧正が江戸へ下った折り、紀伊中納言太真公の願いに依り、孔雀明王の尊像を作って武運長久を祈願する。その紀伊家より累代位牌を納められ、種々の寄付物を頂戴する。
- 1767年
九条入道より、自身の筆のよる梅に羊を描かれた軸を寄付せられ、一門の名を記して家内安全・子孫長久の御祈祷を祈願する。
- 1888年（明治時代）
「明治の大火」の類焼に依り焼失するも、その後再建する。

## 交通アクセス
- 南海高野線「高野山駅」下車、南海りんかんバスで「千手院橋」下車すぐ